# Parallelia swinhoei
Parallelia swinhoei är en fjärilsart som beskrevs av Semper 1900. Parallelia swinhoei ingår i släktet Parallelia och familjen nattflyn. Inga underarter finns listade i Catalogue of Life.